# رایت سد فرد
رایت سد فرد (انگلیسی: Right Said Fred) گروه موسیقی پاپ است که توسط ریچارد فربراس و برادران فرد در سال ۱۹۸۹ در ایست گرینستید، انگلستان تشکیل شد.